# Danh sách cầu thủ tham dự Giải vô địch bóng đá Đông Nam Á 2002
Đây là các đội hình tham dự Giải vô địch bóng đá Đông Nam Á 2002, đồng tổ chức bởi Indonesia và Singapore, diễn ra từ ngày 15 đến 29 tháng 12 năm 2002. Tuổi của cầu thủ được tính đến ngày khai mạc giải đấu (15 tháng 12 năm 2002).

## Bảng A

### Việt Nam
Huấn luyện viên:  Henrique Calisto
| Số | Vt | Cầu thủ            | Ngày sinh (tuổi)            | Số trận | Câu lạc bộ                   |
| -- | -- | ------------------ | --------------------------- | ------- | ---------------------------- |
| 1  | TM | Võ Văn Hạnh        | 10 tháng 4, 1974 (28 tuổi)  |         |                              |
| 3  | HV | Nguyễn Huy Hoàng   | 4 tháng 1, 1981 (21 tuổi)   |         |                              |
| 4  | HV | Pham Nhu Thuan     | 22 tháng 10, 1975 (27 tuổi) |         |                              |
| 5  | HV | Phạm Hùng Dũng     | 28 tháng 9, 1978 (24 tuổi)  |         |                              |
| 6  | HV | Nguyễn Đức Thắng   | 28 tháng 5, 1976 (26 tuổi)  |         |                              |
| 8  | TV | Nguyễn Văn Sỹ      | 21 tháng 11, 1971 (31 tuổi) |         |                              |
| 9  | TĐ | Huỳnh Hồng Sơn     | 27 tháng 4, 1969 (33 tuổi)  |         | Cảng Sài Gòn                 |
| 10 | TĐ | Lê Huỳnh Đức (c)   | 20 tháng 4, 1972 (30 tuổi)  |         | Hồ Chí Minh City Police F.C. |
| 12 | TV | Nguyễn Minh Phương | 5 tháng 7, 1980 (22 tuổi)   |         |                              |
| 14 | TV | Triệu Quang Hà     | 9 tháng 3, 1975 (27 tuổi)   |         |                              |
| 15 | HV | Nguyễn Quốc Trung  | 10 tháng 4, 1979 (23 tuổi)  |         |                              |
| 16 | TM | Trần Minh Quang    | 19 tháng 4, 1973 (29 tuổi)  |         | Bình Định F.C.               |
| 17 | TĐ | Ngô Quang Trường   | 21 tháng 1, 1972 (30 tuổi)  |         |                              |
| 18 | HV | Lương Trung Tuấn   | 20 tháng 7, 1977 (25 tuổi)  |         |                              |
| 19 | HV | Phạm Minh Đức      | 5 tháng 5, 1976 (26 tuổi)   |         |                              |
| 20 | TĐ | Đặng Phương Nam    | 15 tháng 12, 1976 (26 tuổi) |         |                              |
| 21 | TV | Trần Trường Giang  | 1 tháng 11, 1976 (26 tuổi)  |         | Tiền Giang F.C.              |
| 22 | TV | Phan Văn Tài Em    | 23 tháng 4, 1982 (20 tuổi)  |         | Đồng Tâm Long An F.C.        |
| 23 | TĐ | Phạm Văn Quyến     | 29 tháng 4, 1984 (18 tuổi)  |         |                              |
| 26 | TV | Trịnh Xuân Thành   | 23 tháng 1, 1976 (26 tuổi)  |         |                              |

### Indonesia
Huấn luyện viên:  Ivan Venkov Kolev
| Số | Vt | Cầu thủ                 | Ngày sinh (tuổi) | Số trận | Câu lạc bộ              |
| -- | -- | ----------------------- | ---------------- | ------- | ----------------------- |
|    | TM | Hendro Kartiko          |                  |         | PSM Makasar             |
|    | TM | Yandri Pitoy            |                  |         | Persikota Tangerang     |
|    | TM | I Komang Putra          |                  |         | PSIS Semarang           |
|    | HV | Aples Tecuari           |                  |         | Pelita Jaya             |
|    | HV | Sugiantoro              |                  |         | Persebaya Surabaya      |
|    | HV | Supriyono Salimin       |                  |         | PSMS Medan              |
|    | HV | Nur'Alim                |                  |         |                         |
|    | HV | Firmansyah              |                  |         |                         |
|    | HV | Agung Setyabudi         |                  |         | PSIS Semarang           |
|    | HV | Isnan Ali               |                  |         | Persikota Tangerang     |
|    | HV | Harry Saputra           |                  |         |                         |
|    | TV | Elie Aiboy              |                  |         | Semen Padang            |
|    | TV | Budi Sudarsono          |                  |         | Deltras Sidoarjo        |
|    | TV | I Putu Gede             |                  |         |                         |
|    | TV | Yaris Riyadi            |                  |         | Persib Bandung          |
|    | TV | Amir Yusuf Pohan        |                  |         | PS Barito Putera        |
|    | TV | Imran Nahumarury        |                  |         | Persija Jakarta         |
|    | TĐ | Gendut Doni Christiawan |                  |         | Persija Jakarta         |
|    | TĐ | Bambang Pamungkas       |                  |         | Persija Jakarta         |
|    | TĐ | Zaenal Arif             |                  |         | Persitara Jakarta Utara |
|    | TĐ | Jaenal Ichwan           |                  |         | Petrokimia Putra        |

### Myanmar
Huấn luyện viên:  David Booth
| Số | Vt | Cầu thủ              | Ngày sinh (tuổi)            | Số trận | Câu lạc bộ |
| -- | -- | -------------------- | --------------------------- | ------- | ---------- |
|    | TM | Aung Aung Oo         | 8 tháng 6, 1982 (20 tuổi)   |         |            |
|    | TM | Hein Zayer Kyaw      | 29 tháng 7, 1985 (17 tuổi)  |         |            |
|    | HV | Min Min Aung         | 8 tháng 1, 1977 (25 tuổi)   |         |            |
|    | HV | Zaw Lynn Tun         | 20 tháng 10, 1982 (20 tuổi) |         |            |
|    | HV | Min Thu              | 2 tháng 6, 1979 (23 tuổi)   |         |            |
|    | HV | Zaw Lynn Tun II      | 23 tháng 7, 1983 (19 tuổi)  |         |            |
|    | HV | Khin Maung Tun       | 19 tháng 8, 1985 (17 tuổi)  |         |            |
|    | HV | Soe Lin Tun          | 27 tháng 11, 1985 (17 tuổi) |         |            |
|    | HV | Aye Min Tun          | 2 tháng 12, 1982 (20 tuổi)  |         |            |
|    | HV | Htay Aung            | 15 tháng 8, 1985 (17 tuổi)  |         |            |
|    | TV | Zaw Zaw              | 13 tháng 10, 1986 (16 tuổi) |         |            |
|    | TV | Soe Myat Min         | 19 tháng 5, 1982 (20 tuổi)  |         |            |
|    | TV | Aung Kyaw Moe        | 2 tháng 7, 1982 (20 tuổi)   |         |            |
|    | TV | Lwin Oo              | 8 tháng 3, 1983 (19 tuổi)   |         |            |
|    | TV | Tint Naing Tun Thein | 22 tháng 5, 1983 (19 tuổi)  |         |            |
|    | TV | San Maung            | 12 tháng 1, 1980 (22 tuổi)  |         |            |
|    | TĐ | Zaw Htaik            | 28 tháng 7, 1983 (19 tuổi)  |         |            |
|    | TĐ | Kyaw Soe Oo          | 2 tháng 11, 1976 (26 tuổi)  |         |            |
|    | TĐ | Kyaw Thu Ra          | 10 tháng 12, 1984 (18 tuổi) |         |            |
|    | TĐ | Yan Paing            | 27 tháng 11, 1983 (19 tuổi) |         |            |

### Campuchia
Huấn luyện viên:  Joachim Fickert
| Số | Vt | Cầu thủ          | Ngày sinh (tuổi)            | Số trận | Câu lạc bộ |
| -- | -- | ---------------- | --------------------------- | ------- | ---------- |
|    | TM | Ouk Mic          | 15 tháng 9, 1983 (19 tuổi)  |         |            |
|    | TM | Oum Chandara     | 8 tháng 6, 1983 (19 tuổi)   |         |            |
|    | TM | Thai Sineth      | 10 tháng 1, 1984 (18 tuổi)  |         |            |
|    | HV | Chek Sokhom      | 12 tháng 8, 1982 (20 tuổi)  |         |            |
|    | HV | Chea Sameth      | 11 tháng 4, 1972 (30 tuổi)  |         |            |
|    | HV | Soeur Chanveasna | 10 tháng 11, 1978 (24 tuổi) |         |            |
|    | HV | Peas Sothy       | 15 tháng 12, 1979 (23 tuổi) |         |            |
|    | HV | Kim Chanburith   | 13 tháng 3, 1979 (23 tuổi)  |         |            |
|    | HV | Mam Visan        |                             |         |            |
|    | HV | Sun Sampratna    | 13 tháng 7, 1982 (20 tuổi)  |         |            |
|    | TV | Samel Nasa       | 25 tháng 4, 1984 (18 tuổi)  |         |            |
|    | TV | Kao Nisai        | 15 tháng 4, 1980 (22 tuổi)  |         |            |
|    | TV | Ieng Saknida     | 17 tháng 3, 1980 (22 tuổi)  |         |            |
|    | TV | Chan Rithy       | 11 tháng 11, 1983 (19 tuổi) |         |            |
|    | TV | Meas Channa      |                             |         |            |
|    | TV | Ung Kanyanith    | 12 tháng 12, 1982 (20 tuổi) |         |            |
|    | TV | Tes Sophat       |                             |         |            |
|    | TĐ | Hok Sochetra     | 27 tháng 7, 1974 (28 tuổi)  |         |            |
|    | TĐ | Hok Sotitia      | 27 tháng 7, 1984 (18 tuổi)  |         |            |
|    | TĐ | Hok Sochivorn    | 23 tháng 9, 1983 (19 tuổi)  |         |            |

### Philippines
Huấn luyện viên:  Sugao Kambe
| Số | Vt | Cầu thủ                  | Ngày sinh (tuổi)            | Số trận | Câu lạc bộ             |
| -- | -- | ------------------------ | --------------------------- | ------- | ---------------------- |
|    | TM | Edmundo Mercado          | 7 tháng 6, 1974 (28 tuổi)   |         | Philippine Air Force   |
|    | TM | Alvin Montañez           | 10 tháng 12, 1983 (19 tuổi) |         | Philippines            |
|    | HV | Ziggy Tonog              | 16 tháng 7, 1976 (26 tuổi)  |         | Philippine Air Force   |
|    | HV | Mark Villon              | 6 tháng 7, 1983 (19 tuổi)   |         | San Beda College       |
|    | HV | Wilson dela Cruz         | 8 tháng 5, 1979 (23 tuổi)   |         | Philippine Army        |
|    | HV | Neil Calinawagan         | 4 tháng 11, 1982 (20 tuổi)  |         | West Negros College    |
|    | HV | Billy Estrella           | 17 tháng 2, 1973 (29 tuổi)  |         | Philippine Army        |
|    | HV | Solomon John R. Licuanan | 9 tháng 5, 1981 (21 tuổi)   |         | University of Mindanao |
|    | HV | Leo Jaena                | 30 tháng 10, 1974 (28 tuổi) |         | Philippines            |
|    | TV | Roel Gener               | 27 tháng 6, 1974 (28 tuổi)  |         | Philippines            |
|    | TV | Jeffrey Liman            | 19 tháng 5, 1984 (18 tuổi)  |         | Philippines            |
|    | TV | Alvin Ocampo             | 5 tháng 8, 1977 (25 tuổi)   |         | Kaya                   |
|    | TV | Marjo Allado             | 15 tháng 2, 1978 (24 tuổi)  |         | Sunday FC              |
|    | TV | Dan Padernal             | 17 tháng 5, 1981 (21 tuổi)  |         | Philippines            |
|    | TV | Ali Go                   | 21 tháng 9, 1976 (26 tuổi)  |         | Philippines            |
| 14 | TV | Richard Cañedo           | 26 tháng 5, 1980 (22 tuổi)  |         | Philippines            |
|    | TĐ | Alfredo Razon Gonzalez   | 1 tháng 10, 1978 (24 tuổi)  |         | Kaya                   |
|    | TĐ | Ian Araneta              | 2 tháng 3, 1982 (20 tuổi)   |         | Unattached             |
|    | TĐ | Jimmy Doña               | 10 tháng 5, 1978 (24 tuổi)  |         | Philippines            |
|    | TĐ | Joshua Fegidero          | 8 tháng 4, 1981 (21 tuổi)   |         | Philippines            |

## Bảng B

### Malaysia
Huấn luyện viên:  Allan Harris
| Số | Vt | Cầu thủ                               | Ngày sinh (tuổi)            | Số trận | Câu lạc bộ         |
| -- | -- | ------------------------------------- | --------------------------- | ------- | ------------------ |
| 1  | TM | Azmin Azram Abdul Aziz                | 1 tháng 4, 1976 (26 tuổi)   |         | Selangor FA        |
| 22 | TM | Mohd Syamsuri Mustafa                 | 6 tháng 2, 1981 (21 tuổi)   |         | Terengganu FA      |
| 3  | HV | Norhafiz Zamani Misbah                | 15 tháng 7, 1981 (21 tuổi)  |         | Negeri Sembilan FA |
| 5  | HV | Victor Andrag                         | 29 tháng 3, 1976 (26 tuổi)  |         | Kedah FA           |
| 8  | HV | Mohd Nizam Jamil                      | 15 tháng 4, 1980 (22 tuổi)  |         | Selangor FA        |
| 11 | HV | Irwan Fadzli Idrus                    | 2 tháng 6, 1981 (21 tuổi)   |         | Kedah FA           |
| 12 | HV | Muhamad Kaironnisam Sahabudin Hussain | 10 tháng 5, 1979 (23 tuổi)  |         | Perlis FA          |
| 18 | HV | Rosdi Talib                           | 11 tháng 1, 1976 (26 tuổi)  |         | Terengganu FA      |
| 6  | TV | Chan Wing Hoong                       | 29 tháng 4, 1977 (25 tuổi)  |         | Perak FA           |
| 16 | TV | Tengku Hazman Raja Hassan (c)         | 6 tháng 3, 1977 (25 tuổi)   |         | Selangor FA        |
| 17 | TV | Muhammad Juzaili Samion               | 18 tháng 5, 1981 (21 tuổi)  |         | Pahang FA          |
| 19 | TV | Mohd Fadzli Saari                     | 1 tháng 1, 1983 (19 tuổi)   |         | Pahang FA          |
| 24 | TV | K. Nanthakumar                        | 13 tháng 10, 1977 (25 tuổi) |         | Perak FA           |
| 10 | TĐ | Hairuddin Omar                        | 29 tháng 9, 1979 (23 tuổi)  |         | Terengganu FA      |
| 14 | TĐ | Akmal Rizal Ahmad Rakhli              | 12 tháng 12, 1981 (21 tuổi) |         | Kedah FA           |
| 15 | TĐ | Zainizam Marjan                       | 11 tháng 5, 1980 (22 tuổi)  |         | Sabah FA           |
| 20 | TĐ | Mohd Nizaruddin Yusof                 | 10 tháng 11, 1979 (23 tuổi) |         | Selangor FA        |

### Thái Lan
Huấn luyện viên:  Peter Withe
| Số | Vt | Cầu thủ                    | Ngày sinh (tuổi)            | Số trận | Câu lạc bộ                |
| -- | -- | -------------------------- | --------------------------- | ------- | ------------------------- |
| 1  | TM | Kittisak Rawangpa          | 3 tháng 1, 1975 (27 tuổi)   |         | Sinthana                  |
| 22 | TM | Pansa Meesatham            | 26 tháng 8, 1974 (28 tuổi)  |         | BEC Tero Sasana           |
| 7  | HV | Chukiat Noosarung          | 25 tháng 6, 1971 (31 tuổi)  |         | Hoàng Anh Gia Lai         |
| 15 | HV | Paitoon Tiepma             | 13 tháng 9, 1981 (21 tuổi)  |         | Osotsapa                  |
| 3  | HV | Peeratat Phoruendee        | 15 tháng 3, 1979 (23 tuổi)  |         | BEC Tero Sasana           |
| 21 | HV | Jetsada Jitsawad           | 5 tháng 8, 1980 (22 tuổi)   |         | Thái Lan Tobacco Monopoly |
| 2  | HV | Tanongsak Prajakkata       | 29 tháng 6, 1976 (26 tuổi)  |         | BEC Tero Sasana           |
| 17 | HV | Dusit Chalermsan           | 22 tháng 4, 1970 (32 tuổi)  |         | BEC Tero Sasana           |
| 25 | HV | Satid Mukkratok            |                             |         | BEC Tero Sasana           |
| 4  | HV | Vittaya Nabthong           | 25 tháng 4, 1970 (32 tuổi)  |         | BEC Tero Sasana           |
| 16 | TV | Issawa Singthong           | 7 tháng 10, 1980 (22 tuổi)  |         | Royal Thai Air Force FC   |
| 10 | TV | Sakda Joemdee              | 7 tháng 4, 1982 (20 tuổi)   |         | Osotsapa                  |
| 8  | TV | Therdsak Chaiman           | 29 tháng 9, 1973 (29 tuổi)  |         | BEC Tero Sasana           |
| 6  | TV | Narongchai Vachiraban      | 16 tháng 2, 1981 (21 tuổi)  |         | Bangkok Christian College |
| 12 | TV | Surachai Jaturapattarapong | 20 tháng 11, 1969 (33 tuổi) |         | Gombak United             |
| 24 | TV | Tananchai Boriban          | 3 tháng 10, 1972 (30 tuổi)  |         | Sinthana                  |
| 13 | TĐ | Kiatisuk Senamuang(c)      | 11 tháng 8, 1973 (29 tuổi)  |         | Singapore Armed Forces    |
| 23 | TĐ | Sutee Suksomkit            | 5 tháng 6, 1978 (24 tuổi)   |         | Tanjong Pagar             |
| 9  | TĐ | Manit Noywech              | 5 tháng 3, 1980 (22 tuổi)   |         | Suphanburi                |
| 14 | TĐ | Worrawoot Srimaka          | 8 tháng 12, 1971 (31 tuổi)  |         | BEC Tero Sasana           |

### Singapore
Huấn luyện viên:  Jan Poulsen
| Số | Vt | Cầu thủ                  | Ngày sinh (tuổi) | Số trận | Câu lạc bộ                |
| -- | -- | ------------------------ | ---------------- | ------- | ------------------------- |
|    | TM | Shahril Jantan           |                  |         | Singapore Armed Forces FC |
|    | TM | Adi Saleh                |                  |         | Home United               |
|    | HV | Razif Mahamud            |                  |         | Sembawang Rangers FC      |
|    | HV | Aide Iskandar            |                  |         | Home United               |
|    | HV | Shunmugham Subramani     |                  |         | Home United               |
|    | HV | Arumugham Siva Kumar     |                  |         | Woodlands Wellington FC   |
|    | HV | Noh Rahman               |                  |         | Singapore Armed Forces FC |
|    | HV | Daniel Bennett           |                  |         | Wrexham                   |
|    | HV | Nazri Nasir              |                  |         | Tampines Rovers FC        |
|    | HV | Rudy Khairon Daiman      |                  |         | Tanjong Pagar United FC   |
|    | TV | Zulkarnaen Zainal        |                  |         | Woodlands Wellington FC   |
|    | TV | Rafi Ali                 |                  |         | Jurong FC                 |
|    | TV | Goh Tat Chuan            |                  |         | Woodlands Wellington FC   |
|    | TV | Ahmad Latiff Khamaruddin |                  |         | Singapore Armed Forces FC |
|    | TV | Mohd Noor Ali            |                  |         | Geylang United FC         |
|    | TV | Azhar Baksin             |                  |         | Geylang United FC         |
|    | TV | Fadzuhasny Juraimi       |                  |         | Tanjong Pagar United FC   |
|    | TĐ | Egmar Goncalves          |                  |         | Home United               |
|    | TĐ | Noh Alam Shah            |                  |         | Free agent                |
|    | TĐ | Indra Sahdan Daud        |                  |         | Home United               |

### Lào
Huấn luyện viên: Soutsakhone Oudomphet
| Số | Vt | Cầu thủ                     | Ngày sinh (tuổi)            | Số trận | Câu lạc bộ |
| -- | -- | --------------------------- | --------------------------- | ------- | ---------- |
|    | TM | Siththalay Kanyavong        | 9 tháng 11, 1984 (18 tuổi)  |         |            |
|    | TM | Vanhnasith Thilavongsa      | 21 tháng 5, 1983 (19 tuổi)  |         |            |
|    | HV | Anan Thepsouvanh            | 21 tháng 10, 1981 (21 tuổi) |         |            |
|    | HV | Anousone Khothsombuth       | 24 tháng 3, 1984 (18 tuổi)  |         |            |
|    | HV | Bounthavy Khampouvanh       | 5 tháng 10, 1981 (21 tuổi)  |         |            |
|    | HV | Chalana Luang-Amath         | 10 tháng 5, 1972 (30 tuổi)  |         |            |
|    | HV | Sengphet Thongphachan       | 9 tháng 7, 1987 (15 tuổi)   |         |            |
|    | HV | Souksavanh Phengsengsay     | 5 tháng 11, 1985 (17 tuổi)  |         |            |
|    | HV | Valasine Dalaphone          | 8 tháng 8, 1984 (18 tuổi)   |         |            |
|    | HV | Vieng Aloune Bounthaiyavong | 5 tháng 8, 1979 (23 tuổi)   |         |            |
|    | HV | Vilayphone Xayavong         | 4 tháng 9, 1973 (29 tuổi)   |         |            |
|    | TV | Chanthy Souksombuth         | 11 tháng 11, 1984 (18 tuổi) |         |            |
|    | TV | Nithsavong Khounphachan     |                             |         |            |
|    | TV | Phayvanh Lounglath          | 8 tháng 3, 1983 (19 tuổi)   |         |            |
|    | TV | Santiphap Phokasomboun      |                             |         |            |
|    | TV | Souksakhone Vongsamany      | 3 tháng 2, 1986 (16 tuổi)   |         |            |
|    | TĐ | Kholadeth Phonepachan       |                             |         |            |
|    | TĐ | Phouvong Silyvong           |                             |         |            |
|    | TĐ | Soubinh Keophet             | 20 tháng 1, 1981 (21 tuổi)  |         |            |
|    | TĐ | Visay Phaphouvanin          | 12 tháng 6, 1985 (17 tuổi)  |         |            |